# 行田邦子
行田 邦子（こうだ くにこ、1965年9月8日 - ）は、日本の政治家。埼玉県行田市長（第20代・1期）。
参議院議員（2期）、民主党副幹事長、参議院会派「民主党・新緑風会」幹事長代理、みどりの風共同代表、同代表代行兼国会対策委員長、みんなの党女性局長、参議院消費者問題に関する特別委員長、希望の党幹事長などを歴任した。行田は旧姓。戸籍名は山﨑 邦子（やまさき くにこ）。

## 来歴
1965年、岩手県遠野市に生まれ、東京都大田区で育つ。現在は埼玉県さいたま市浦和区高砂1丁目に在住。生家は工務店を営んでいた。1984年3月、東洋英和女学院中学部・高等部卒業。1989年3月、国際基督教大学教養学部卒業。
1989年4月、株式会社旭通信社（後に第一企画株式会社と合併し、株式会社アサツー ディ・ケイを経て、現在は株式会社ADKホールディングス）に就職。1993年12月、同社を退職。
1994年1月、ジャーディン・ワインズ・アンド・スピリッツ株式会社に転職、ブランド・マネージャーを務める。1997年12月、同社を退職。
1998年1月、株式会社電通に契約社員として入社。2000年4月より正社員となる。在職中に結婚。
2004年、民主党が実施した国会議員候補者公募に応募し、合格。正規・非正規雇用の不合理な待遇格差解消、同一労働同一賃金の実現などを訴える。
2007年2月、電通を退職。

### 参議院議員として
2007年7月29日執行の第21回参議院議員通常選挙に埼玉県選挙区から民主党公認で立候補。埼玉県に地縁のない新人候補ながら、自由民主党新人の古川俊治、民主党現職の山根隆治の得票数を上回る745,517票を獲得してトップ当選を果たし、定数3の埼玉県選挙区の2議席を民主党が獲得する結果になった。2009年の民主党代表選挙では、鳩山由紀夫幹事長の推薦人に名を連ねる。
2010年9月の民主党代表選挙の際は、小沢一郎を支持。当時の様子を「この間、多くの国民の皆様から激しい罵声や反論を許さない厳しい批判の声や、普通であれば立ち直ることができないような辛辣な言葉を頂いた。」と自ら述べている。
2010年9月、岡田克也幹事長の下、民主党副幹事長に就任。2011年、輿石東幹事長の下でも副幹事長に再任された。また外国人による土地取得に関するプロジェクトチーム事務局長、公務員宿舎のあり方に関するワーキングチーム副座長を務める。2012年、参議院会派「民主党・新緑風会」幹事長代理に就任。また行革調査会筆頭事務局次長、森林・林業調査会事務局次長、地方自治体臨時・非常勤職員問題ワーキングチーム座長を務める。
2012年7月17日、民主党に離党届を提出（7月24日付で受理）。同様に民主党を離党した舟山康江、谷岡郁子及び国民新党を離党した亀井亜紀子、行田の4人は「原発ゼロ社会」「反TPP」「本当の意味での一体改革」「国会改革」等を掲げる新会派「みどりの風」を設立した。舟山、谷岡、亀井、行田の4人による共同代表制。共同代表、国会対策担当に就任。
同年12月26日、第182回国会における内閣総理大臣指名選挙において、行田はみんなの党以外の議員で唯一、渡辺喜美に投票した。
2013年1月18日、みどりの風が政党要件を回復して共同代表制から単独代表制へ移行したため同党代表代行に就任。
2013年2月21日、渡辺喜美から次期参議院議員通常選挙にみんなの党公認で埼玉県選挙区から立候補するよう要請を受ける。これに応じる形で同年3月13日、みどりの風を離党し、みんなの党に入党。
同年7月21日執行の第23回参議院議員通常選挙にみんなの党公認で埼玉県選挙区から立候補し、2期目の当選。同年8月、みんなの党初代女性局長に就任。
2014年11月28日、みんなの党が解党し、無所属となる。解党後、みんなの党出身者の一部が参議院の新会派「日本を元気にする会」を立ち上げるとこれに参加。2015年1月に政党としての日本を元気にする会の設立には加わらなかったが、参議院会派「日本を元気にする会・無所属会」に政党に属さない無所属議員として所属した。
2015年1月20日、政治団体「未来の埼玉を創る会」を設立した。行田はこの団体について「埼玉県内のみんなの党OB会のようなもの」と述べ、会員相互の情報交換や勉強会、地方選挙の相互支援を行うとしている。また、「会としてほかの政治団体や政党と連携することもないが、会に参加する個人個人が政党や政治団体に所属することも自由」としている。2015年2月に設立された超党派「政治分野におる女性の参画と活躍を推進する議員連盟」では事務局長を務め、「政治分野における男女共同参画推進法」の作成に携わった。
同年11月13日、埼玉県選挙管理委員会に政治団体「みんなの党」の設立を届け出た。行田が代表を務め、国政政党としての復帰を目指し当面は一人で活動するとしており、この届け出に関して行田は渡辺喜美元代表から了承を得たと発表した。しかしわずか1か月後の12月10日に行田がみんなの党復活を断念したことを発表した。
2016年1月6日に日本を元気にする会が参議院で維新の党との統一会派「維新・元気の会」を結成した際に、会派を離脱し、同年7月の第24回参議院議員通常選挙後に参議院院内会派無所属クラブに入会した。
2017年9月25日、東京都知事の小池百合子は会見で、自身が代表を務める「希望の党」の結党を発表。同日、東京都選挙管理委員会を通じて総務大臣に設立を届け出た。届出には行田を含む国会議員9人が名を連ねた。
2018年5月7日、希望の党が国民党と分党（国民党は翌8日民進党と合流し国民民主党となる）。行田は新たに結党された希望の党に参加し幹事長に就任した。

### 埼玉県知事選出馬表明と断念
2019年1月8日、自らが長年取り組んできた男女共同参画等の法律が、昨年の通常国会で成立し、政治活動に一区切りがついたとして、同年夏改選の参院選には立候補しない事を表明した。その後同年4月22日に、同年夏の埼玉県知事選挙に立候補する意向を示し、5月9日に自身のブログで立候補を正式に表明した。6月5日に希望の党を離党。6月23日、記者会見を開き、自民党に支援を求めたが断られた経緯を明かした。悔しさをにじませつつ、5日前に出馬表明した元プロ野球選手の青島健太を「自民党という大きな政党の立派なおみこしに担がれた方」と評した。参議院議員には7月28日の任期満了まで在任した。
その後も、埼玉県知事選挙に向け準備を進めていたが、2019年8月6日、熱中症の疑いで入院。陣営幹部は同日の選挙対策会議で、行田に出馬を取りやめるよう促す方針を決めた。公示日前日の8月7日、立候補を断念したと発表。
埼玉県知事選では、上田清司知事が国民民主党参議院議員の大野元裕を全面的に支援することを表明していたが、上田に近い支援者らは行田に出馬断念を促していたという。行田の秘書も「票を分散させないため、大野陣営から水面下で出馬断念の話が来ていた」と明かした。
行田は政治経歴から同じ旧民主党出身の大野と支持層が重なるとみられており、非自民の主要候補が大野に一本化されたことにより、立憲民主・国民民主・社民・共産の各県組織の追い上げは加速した。ところが8月16日、行田は自身のFacebookにおいて病室で撮影された動画を公開し、「おみこしに担がれた方」と批判した青島健太に投票すると明らかにした。また、病院での検査中に開催された選挙対策会議で、出馬取りやめの方針が打ち出されたことを、後から聞いたと述べた。8月26日の投開票の結果、行田が支持を表明した青島は落選した。
2019年12月31日に「未来の埼玉を創る会」の解散を届け出た。
2020年4月3日、自由民主党本部で党幹事長の二階俊博と面会し、自由民主党への入党の意向を示した。その後、野田聖子の後押しを受けて自由民主党に入党し、党本部参与に就任。
2020年9月30日、7年かけて在籍していた日本大学文理学部史学専攻通信教育部を卒業した。卒業論文のタイトルは「幕末維新の松山陣屋」。

### 行田市長選出馬表明から当選へ
2023年1月13日、自身の後援会会合で4月の埼玉県行田市長選挙に立候補する意向を表明した。選挙戦では前市長の工藤正司の支援を受け、野田聖子が応援演説するなど国会議員時代に築いた人脈を活かし、投開票の結果、現職の石井直彦ら4人を破り初当選した。

## 政策
- 同一労働同一賃金、働き方改革の推進[48]。
- 国境離島など、重要な国土の所有者の把握[49]。
- 戦時加算の解消[50]。
- 地籍調査の推進[51]。
- 原発は日本に必要なく、海外輸出に反対[52]。
- 選択的夫婦別姓制度導入に賛成[53][54]。選択的夫婦別姓に関する世論調査について、全体は僅差で反対が賛成を上回っているが、世代によって考え方が分かれ、高年齢層に偏り若年層が少なかった調査を年齢ごとに補正すると、賛成が反対を上回る、とも指摘している[55]。

## 役職
- 民主党副幹事長、参議院会派幹事長代理を歴任
- 「外国人による土地取得に関するプロジェクトチーム」事務局長
- 「行政改革調査会」筆頭事務局次長
- 「地方自治体臨時・非常勤職員問題ワーキングチーム」座長
- 第186回国会（2014.1.24～2014.6.22）参議院消費者問題に関する特別委員会委員長
- 参議院国土交通委員会
- 日本大学校友会埼玉県支部顧問[56]
- 自由民主党埼玉県ふるさと振興支部　支部長[56]

## 議員連盟
- 政治分野における女性の参画と活躍を推進する議員連盟（事務局長）[15]

## 人物
- 趣味はプロレス観戦、犬の写真集め[56]。
- 好きなものは焼き鳥を食べながら飲む日本酒[56]。

## 選挙歴
| 当落 | 選挙                     | 執行日         | 年齢 | 選挙区       | 政党       | 得票数     | 得票率 | 定数 | 得票順位 /候補者数 | 政党内比例順位 /政党当選者数 |
| ---- | ------------------------ | -------------- | ---- | ------------ | ---------- | ---------- | ------ | ---- | ------------------ | ---------------------------- |
| 当   | 第21回参議院議員通常選挙 | 2007年07月29日 | 41   | 埼玉県選挙区 | 民主党     | 74万5517票 | 23.49% | 3    | 1/7                | /                            |
| 当   | 第23回参議院議員通常選挙 | 2013年07月21日 | 47   | 埼玉県選挙区 | みんなの党 | 48万5559票 | 16.52% | 3    | 3/8                | /                            |
| 当   | 行田市長選挙             |                | 57   |              | 無所属     | 9773票     | 28.2%  | 1    | 1/5                | /                            |